# Đặng (nước)
Đặng (giản thể: 邓; phồn thể: 鄧; bính âm: Dèng) là một nước chư hầu của nhà Thương và nhà Chu vào thời Xuân Thu (khoảng 1200 – 475 TCN) do gia tộc Mạn (曼) cai trị. Các nguồn sử liệu có mâu thuẫn về việc nước Đặng nằm ở Đặng Châu (鄧州/邓州), Hà Nam hay Tương Phàn (襄樊), Hồ Bắc.
Vua nhà Thương là Vũ Đinh (武丁) (trị vì 1250–1192 TCN) đã trao đất đai nước Đặng cho em trai là Tử Mãn (子曼) để truyền đời trị vì. Dưới thời trị vì của Ngô Ly (吾离), Đặng từng có một thời gian trở nên giàu có và hùng mạnh song ảnh hưởng của nó đã suy giảm cùng với sự nổi lên của các nước bá chủ thời vào Xuân Thu.
Năm 688 TCN, Sở Văn Vương đã băng qua đất Đặng để đánh nước Thân. Mặc dù Đặng là đất gốc của Đặng Mạn (邓曼), một trong những người vợ của phụ thân Văn Vương, tức Sở Vũ Vương (楚武王) song nó lại nằm trên biên giới Sở và việc diệt nước này sẽ tạo thuận lợi cho việc mở mang bờ cõi của Sở. Ba vị quan của Đặng là Chuy Sanh (騅甥/骓甥), Đam Sanh (聃甥) và Dưỡng Sanh (養甥/养甥) đã thúc vua Đặng giết chết Văn Vương tuy nhiên, Đặng hầu đã không nghe theo. Sở Văn Vương đã qua Đặng và đánh Thân. Trên đường trở về, Sở Văn Vương đã diệt luôn Đặng. Với việc thôn tính Đặng và Thân, Sở đã mở rộng lãnh thổ đến bồn địa Nam Dương.
Năm 678 TCN, Sở Văn Vương đã diệt nước Đặng. Sau đó, họ Đặng (鄧/邓) vẫn tồn tại cho đến nay.